# Колле, Джек
Джек Колле (Самуэлс) (нидерл. Jack Kolle; 29 марта 1918, Сурабая — 12 сентября 2001, Гаага), известный также как Джек Самуэлс (нидерл. Jack Samuels) — индонезийский футболист, игравший на позиции защитника.

## Биография
Родился в марте 1918 года в городе Сурабая на территории Голландской Ост-Индии. Отец — Якоб Николас Йозеф (Джек) Колле, был родом из Мадиуна, мать — Бести Ланс, родилась в Сурабае. Родители поженились в марте 1917 года, но спустя восемь лет развелись. Помимо него, в семье было ещё два сына — Фред и Джимми. Позже их мать вышла замуж за Кристофелла Л. Самуэлса.
С 1933 года играл за футбольный клуб «Эксельсиор» из города Сурабая, а также выступал за сборную этого города. В конце мая 1938 года был вызван в сборную Голландской Ост-Индии и отправился с командой в Нидерланды. Он был одним из семнадцати футболистов, которых главный тренер сборной Йоханнес Христоффел ван Мастенбрук выбрал для подготовки к чемпионату мира во Франции. 
В начале июня сборная отправилась на чемпионат мира, который стал для Голландской Ост-Индии и Индонезии первым в истории. На турнире команда сыграла одну игру в рамках 1/8 финала, в котором она уступила будущему финалисту турнира Венгрии (6:0). Колле был заявлен под фамилией своего отчима — Самуэлс — и принял участие в матче. После возвращения в Нидерланды, сборная провела товарищеский матч со сборной Нидерландов на Олимпийском стадионе в Амстердаме. Встреча завершилась победой нидерландцев со счётом 9:2.